# Ønslev
Ønslev is een plaats met 417 inwoners (2008) op het Deense eiland Falster (gemeente Guldborgsund).
Ønslev heeft witgepleisterde bakstenen kerk met een barok interieur. Kerkelijk gezien behoort Ønslev tot de gelijknamige parochie, die deel uitmaakt van de proosdij Falster van het lutherse bisdom Lolland-Falster.